# どぶね
どぶねは、丸太から刳り出したオモキと呼ばれる部材を船体に組んだ日本海沿岸地域に分布する刳船（丸木舟）である。

## 概要
どぶねは、新潟県の西頸城郡から中頸城郡にかけての地域で使用されてきた地引き網漁などの網を引きまわすために用いられた船で、杉の刳り抜き材をオモキとする和船の一種であり、金釘を使用せずに漆で接合したものをタタラと称する栗材の木釘やチキリと称するクサマキ材の鼓型の楔でとめるなどの特徴がみられる。
「はなきり」とも呼ばれるこの船は、舟足が速く軽量でしかも70年に及ぶといわれるほどの耐用年数の長さが特徴である。どぶねを造るときは、現地で粗割りと乾燥を行った後に運び出し部材を加工して組み立て、用材の選定から完成まで8か月ほどかかる。
1901年（明治34年）につくられたもの（長さ10メートル、幅1．5メートル）が重要有形民俗文化財に指定されており、上越市立水族博物館で展示保管されていたが、水族博物館のリニューアルにともない2017年（平成29年）に中郷区の旧岡沢小学校へ移された。